# Mtonia
Mtonia (лат.) — монотипный род двудольных растений семейства Астровые (Asteraceae), включающий вид Mtonia glandulifera Beentje. Выделен ботаником Хенком Япом Бентье в 1999 году.

## Распространение, описание
Единственный вид является эндемиком Танзании. Распространён на западе страны, где произрастает на влажных участках, таких как берега и низовья рек. Факт размещения популяций вблизи водного окружения отражён в названии рода, которое происходит из языка суахили: «mto-ni» в переводе означает «на реке».
Однолетние травянистые растения. Листорасположение очерёдное. Плод — сжатая семянка. Наиболее близки представителям рода Grauanthus.

## Замечания по охране
Mtonia glandulifera считается вымирающим видом («endangered») согласно данным Международного союза охраны природы. Ареал вида совпадает с участками сельскохозяйственной деятельности, что, ввиду и без того редкой встречаемости растения, губительно сказывается на его популяции.
Относительно небольшая часть ареала Mtonia glandulifera находится на территории национального парка Руаха, однако основная часть популяции находится за пределами охраняемых зон.